# 基姆薩科查湖 (拉邁區)
基姆薩科查湖（Kimsaqucha），是秘魯的湖泊，位於該國南部庫斯科大區，由卡爾卡省的拉邁區負責管轄，該湖泊是處於卡爾卡區的東北面。